# Pico Ferguson
El Pico Ferguson (en inglés: Ferguson Peak) es un pico que llega a unos 560 m s. n. m. ubicado al oeste de la cabecera de la bahía Cooper, en el extremo oriental de Georgia del Sur, en el océano Atlántico Sur, cuya soberanía está en disputa entre el Reino Unido el cual las administra como «Territorio Británico de Ultramar de las islas Georgias del Sur y Sandwich del Sur», y la República Argentina que las integra al Departamento Islas del Atlántico Sur, dentro de la Provincia de Tierra del Fuego, Antártida e Islas del Atlántico Sur.
Fue fotografiada por Rankin Niall durante su visita a Georgia del Sur en 1947. Rankin no dio a conocer la ubicación porque quería proteger a los lobos marinos que allí se encuentran y se muestran en la foto. La foto fue identificada más tarde ahora por la British South Georgia Expedition, de 1954 y 1955, y el pico fue nombrado extraoficialmente como "pico Lobo marino". Puesto que la isla Pájaro, en el extremo oeste de Georgia del Sur, que hoy es el único lugar donde los lobos finos crían, este nombre resulta ser engañoso. Un nuevo nombre, "pico Ferguson" fue recomendado por el Comité Antártico de Lugares Geográficos del Reino Unido en 1957 por David Ferguson, un geólogo escocés, que llevó a cabo investigaciones geológicas en Georgia del Sur en 1911 y 1912.